# Lateracanthus
Lateracanthus – rodzaj widłonogów z rodziny Chondracanthidae. Nazwa naukowa tego rodzaju skorupiaków została opublikowana w 1966 roku przez biologów Zbigniewa Kabatę i Alexandra Władimirowicza Gusiewa. 

## Gatunki
- Lateracanthus curtus Kabata, 1993
- Lateracanthus novus Kabata, 1992
- Lateracanthus quadripedis Kabata & Gusev, 1966